# استجواب نورية الصبيح
استجواب وزيرة التربية والتعليم العالي نورية الصبيح هو رابع استجواب يقدم لوزيرٍ للتربية وثاني استجواب يقدم لوزيرة والأربعين في تاريخ الحياة النيابية الكويتية. قدم النائب سعد رغيان الشريع صحيفة الاستجواب للأمانة العامة في 24 ديسمبر 2007 وتضمن أربع محاور رئيسية، هي التهكم على المؤسسة التشريعية وتضليل النواب، تجاوزات ومخالفات إدارية وقانونية، تصفية الحسابات مع قيادات الوزارة والروابط التعليمية والاعتداء على ثوابت وقيم المجتمع. تمت مناقشة الاستجواب في 8 يناير 2008 حيث قدم عشرة نواب طلب طرح الثقة بالوزيرة. وفي 22 يناير 2008 عقد جلسة مناقشة طرح الثقة حيث تم تجديد الثقة بالوزيرة بموافقة 27 ورفض 19 وامتناع 2.

## محاور الاستجواب
حمل مقدم الاستجواب الوزيرة في بداية صحيفة الاستجواب المسؤولية في تراجع مستوى تعليم الحكومي في الكويت. واتهم الوزيرة باستخدام وسائل التضليل كأسلوب سياسي في تعاملها مع مجلس الأمة وتحويلها الوزارة إلى ساحة حرب لتصفية الحسابات مع قياداتها. وذكر النائب سعد رغيان الشريع سبب تقديم استجوابة في الصحيفة:

### المحور الأول: التهكم على المؤسسة التشريعية وتضليل نواب الأمة وإهدار مبدأ التعاون بين السلطتين
اعتمد هذا المحور على ردود الوزيرة في مقابلة صحفية نشرت في 3 ديسمبر 2007، حيث استنتج مقدم الاستجواب ما يلي:
كما اتهم الوزيرة بتضليل النواب بمعلومات يمنلاتهفخحغعهفخهعخخخخاتهمها بتجاهل اسئلة النواب والرد عليها في حدود المهل الدستورية بناءً على المادة 99 من الدستور الكويتي والمواد 121 و 122 و 123 و 124 من اللائحة الداخلية لمجلس الأمة.

### المحور الثاني: تجاوزات ومخالفات ادارية وقانونية
يتهم النائب سعد الشريع الوزيرة بتطبيقها للقانون على هواها واعتمادها لقرارات عشوائية متخبطة تضر مستقبل الطلاب، وضرب مقدم الاستجواب مثالاً على ذلك هو ما حصل في ثانوية الرابية حيث ابلغ مجموعة من طالبات الصف الحادي عشر بنجاحهم عند نهاية العام الدراسي، وعد بدأ الدراسة قامت إدارة المدرسة بإعلامهم برسوبهم بالصف الحادي عشر وعليهن إعادة السنة. كما اتهم الوزيرة بحماية ومكافأة المزورين وتجاهلها لمبدأ العدل والمساواة في الترقية والتعيين. ودعم مقدم الاستجواب تهمه بعدد من الأمثلة.

### المحور الثالث: تصفية الحسابات مع قيادات الوزارة والروابط التعليمية
علل مقدم الاستجواب تراجع التعليم في عهد الوزيرة تنيجة لتفرغها للصراعات وتصفية الحسابات وفق الحقائق التالية:
- صراعات الوزيرة مع الروابط التعليمية معتمداً على ما ينشر في الصحف اليومية.
- تصفية الحسابات داخل الوزارة واعتمد مقدم الاستجواب على المقابلة الصحفية للوزيرة حيث قالت في صياغ حديثها "أن الوزارة اختطفت وأعيدت لأهلها"
- اعتراف الوزيرة بوجود خلاف مع وكلاء الوزارة
- تدخل الوزيرة في استقلالية الجامعة العلمية والإدارية

### المحور الرابع: الاعتداء على ثوابت وقيم المجتمع
يرى مقدم الاستجواب أن الوزيرة تخاذلت للتصدي لعدد من الأمور الدخيلة على العادات والتقاليد كالاختلاط في المدارس والجامعات الخاصة، وتقصيرها في التصدي لبيع كتب جنسية فاضحة في مؤسسة تربوية وتعليمية. كما يحمل مقدم الاستجواب الوزيرة حادثة العارضية حيث تعرض طالب في مدرسة ابتدائية للتحرش الجنسي. واتهم الوزيرة بتقديم معلومات مضللة وتهكمها على أولياء الأمور. ويرى النائب سعد الشريع أن الوزيرة كانت مجبرة على الاعتذار تحت ضغط نيابي وإنها كانت لن تتورع عن تضليل الرأي العام ونواب الأمة في أي واقعة أو حدث يخص وزارة التربية والتعليم

## مناقشة الاستجواب
تمت مناقشة الاستجواب فيما يقارب التسع ساعات ردت خلالها الوزيرة على كل الاتهامات التي وجهت لها. ونوهت الوزيرة إلى أن بعض الأمور المذكورة في صحيفة الاستجواب حدثت في فترة سبقت تسلمها حقيبة الوزارة، ولا يمكن محاسبتها على تلك الفترة، مشيرة إلى ان بعض الوكلاء غير متعاونين معها، وإذا لم يعملوا كفريق واحد فان الامور ستتعثر. وقالت الوزيرة:
و بينت الوزيرة إنها اتخذت الاجراءات القانونية تجاه أي مخالفات ومن بينها قضية الكتب الجنسية، موضحة انها ترفض ما حدث في مدرسة العارضية. وقالت عن المقابلة الصحفية التي استند عليها مقدم الاستجواب في عدد من المحاور إن من تم الحديث عنهم في تلك المقابلة هم بعض النواب وليس جميع نواب الامة، مؤكدة ان من حقها التعبير عن وجهة نظرها لان ذلك الحق كفله دستور البلاد للمواطن والوزير على حد سواء.

### مؤيدي الاستجواب
- يرى عبد الله مهدي العجمي أن الهدف من تأييده سحب الثقة من وزيرة التربية هو المصلحة العامة وإصلاح الوضع التربوي، وانتقد تبريرات الوزيرة خاصة رد الوزيرة على حادثة إساءة إحدى الطالبات للقرآن الكريم.
- حمل ضيف الله بورمية الوزيرة مسؤولية عدم اهتمامها بعدد من الأحداث التي شهدتها وزارة التربية وقال:

### معارضي الاستجواب
- أحمد المليفي
- أكد مرزوق الغانم أن الوزيرة غير مسؤولة عن حادثة العارضية وأن كل خطئها إصدار بياناً متسرعاً بشأن الحادث، وأن هذا الخطأ لا يصل لمرحلة طرح الثقة.

## طلب طرح الثقة

### مقدمي الطلب
جاء طلب طرح الثقة من النواب عبد الله مهدي العجمي وصالح عاشور وحسين مزيد ومحمد الخليفة وعبد الله راعي الفحماء وغانم الميع وأحمد الشحومي وضيف الله بورمية ومسلم محمد البراك وعلي الدقباسي.

### نتيجة التصويت
| أحمد لاري          | أحمد الشحومي          | أحمد باقر       |
| أحمد السعدون       | جابر المحيلبي         | علي صالح العمير |
| أحمد المليفي       | حسن جوهر              |                 |
| جمال أحمد الكندري  | حسين مزيد             |                 |
| جمال حسين العمر    | خالد العدوة           |                 |
| محمد محسن البصيري  | صالح عاشور            |                 |
| وليد مناحي العصيمي | ضيف الله بورمية       |                 |
| جمعان ظاهر الحربش  | عبد الله عكاش         |                 |
| حسين الحريتي       | عبد الله راعي الفحماء |                 |
| خضير العنزي        | عبد الله مهدي العجمي  |                 |
| دعيج الشمري        | علي الدقباسي          |                 |
| صالح يوسف الفضالة  | غانم الميع            |                 |
| مرزوق الغانم       | محمد الخليفة          |                 |
| خلف دميثير العنزي  | مرزوق فالح العازمي    |                 |
| طلال مبارك العيار  | مزعل النمران          |                 |
| عادل الصرعاوي      | مسلم محمد البراك      |                 |
| عبد الله الرومي    | وليد الطبطبائي        |                 |
| عدنان عبد الصمد    | سعدون حماد العتيبي    |                 |
| علي الراشد         | سعد رغيان الشريع      |                 |
| مشاري العنجري      |                       |                 |
| جاسم الخرافي       |                       |                 |
| فيصل علي المسلم    |                       |                 |
| فيصل فهد الشايع    |                       |                 |
| مبارك بنية الخرينج |                       |                 |
| محمد براك المطير   |                       |                 |
| مشاري العنجري      |                       |                 |
| محمد الصقر         |                       |                 |
| ناصر الصانع        |                       |                 |
| 27                 | 19                    | 2               |

تم تجديد الثقة بالوزيرة بأغلبية 27 صوت مقابل 19 وامتناع 2.